# 부여소방서
부여소방서(扶餘消防署, Buyeo Fire Station)는 충청남도 부여군을 관할하는 충청남도 소방본부 산하의 소방서이다.
소방서장은 소방정으로 보한다.

## 연혁
- 1990년 3월 16일 : 공주소방서 부여파출소개소
- 1995년 6월 8일  : 공주소방서 임천파출소개소
- 1997년 12월 15일 : 논산소방서 부여파출소 임천파출소 관할구역변경
- 2003년 12월 20일 : 논산소방서 부여119구조대발대
- 2005년 1월 10일: 부여소방서 개서
- 2008년 1월 25일: 서천소방서 분리

## 조직
| - 소방행정과 - 소방행정팀 - 예산장비팀 | - 방호구조과 - 방호구조팀 - 예방안전팀 - 현장대응조사팀 |

## 관할센터 및 관할구역
부여소방서는 5개의 119안전센터와 1개의 구조구급센터를 산하에 두고 있다.
| 명칭                       | 사진 | 주소                | 관할구역                       | 지역대                                        |
| -------------------------- | ---- | ------------------- | ------------------------------ | --------------------------------------------- |
| 백제119안전센터            |      | 규암면 계백로 17    | 규암면, 은산면, 장암면         | 은산119지역대 장암119지역대 역사단지119지역대 |
| 사비119안전센터            |      | 부여읍 북포로 29    | 부여읍, 석성면, 초촌면         | 석성119지역대 초촌119지역대                   |
| 임천119안전센터            |      | 임천면 성흥로79길 1 | 임천면, 양화면, 세도면, 충화면 | 양화119지역대 충화119지역대 세도119지역대     |
| 홍산119안전센터            |      | 홍산면 북토로 89    | 홍산면, 옥산면, 남면           | 옥산119지역대 남면119지역대                   |
| 외산119안전센터            |      | 외산면 만수로 235   | 외산면, 내산면, 구룡면         | 내산119지역대 구룡119지역대                   |
| 부여소방서 119구조구급센터 |      | 규암면 계백로 17    | 충청남도 부여군 일원           |                                               |

## 같이 보기
- 대한민국 소방청
- 대한민국의 소방
- 소방관 계급